# فی گاو
فی گاو یک ستاره است که در صورت فلکی ثور قرار دارد.